# Teodoro de Ardemans

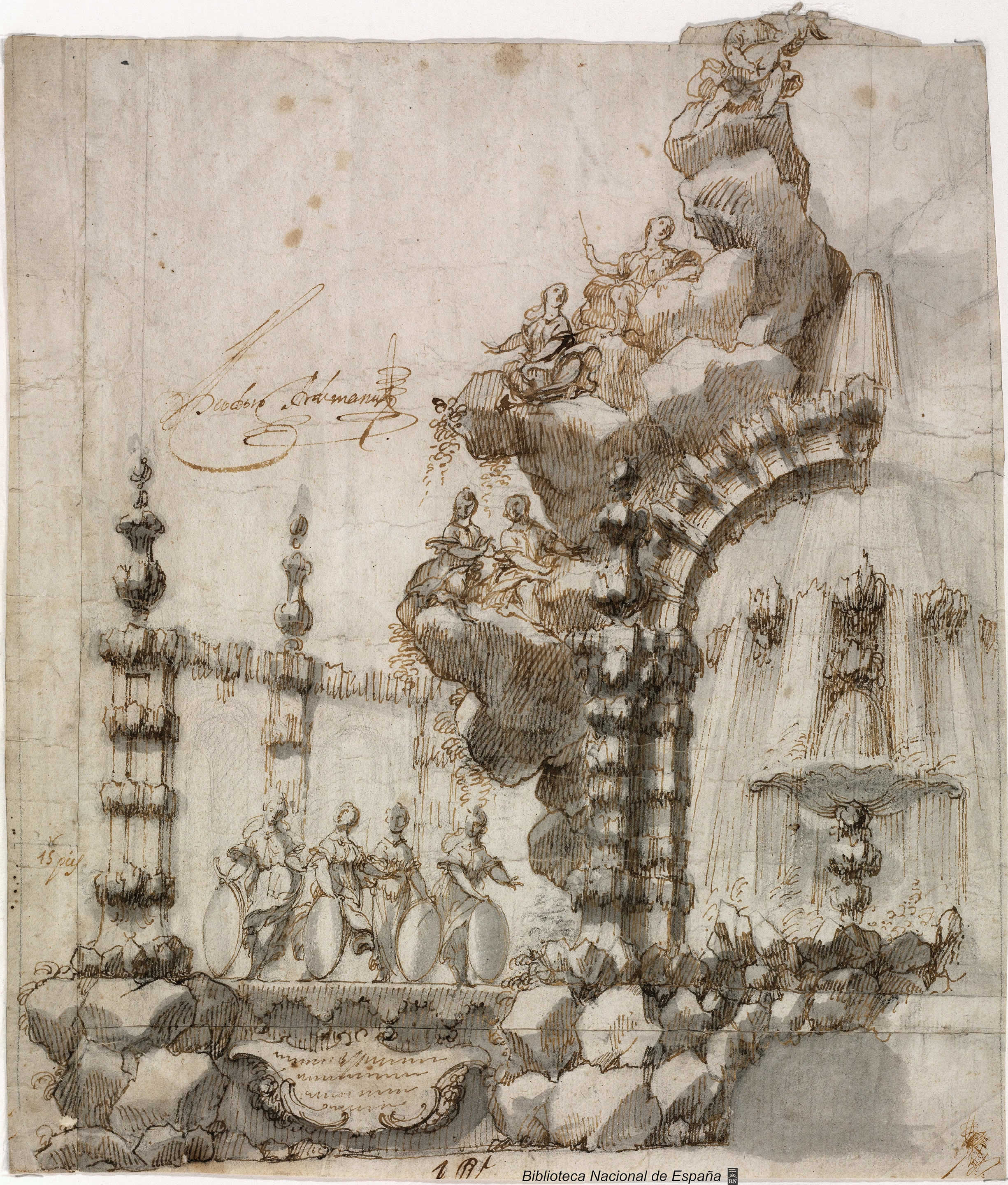
Monte Parnaso, 1700-1701, dibujo a pluma y aguada, Biblioteca Nacional, Madrid. Proyecto de decoración efímera para la entrada de Felipe V en Madrid.

Teodoro Ardemans (Madrid, 1661-1726) fue un pintor, grabador, tratadista y arquitecto barroco español.

## Biografía
De padre alemán, miembro de la guardia de corps en la que también él ingresó, inició su formación como pintor en el taller de Antonio de Pereda. A la muerte de este, cuando Ardemans contaba dieciséis años, debió de estudiar con Claudio Coello, según ponen de manifiesto algunas de sus obras pictóricas conservadas, aunque su dedicación principal iba a ser la arquitectura, que según Eugenio de Llaguno y Amírola estudió junto con las matemáticas en el Colegio Imperial de Madrid, lo que cabe poner en duda pues el propio Ardemans no hace mención de ello al evocar sus comienzos, y es esta actividad la que le proporcionó mayor reputación.

## Pintor

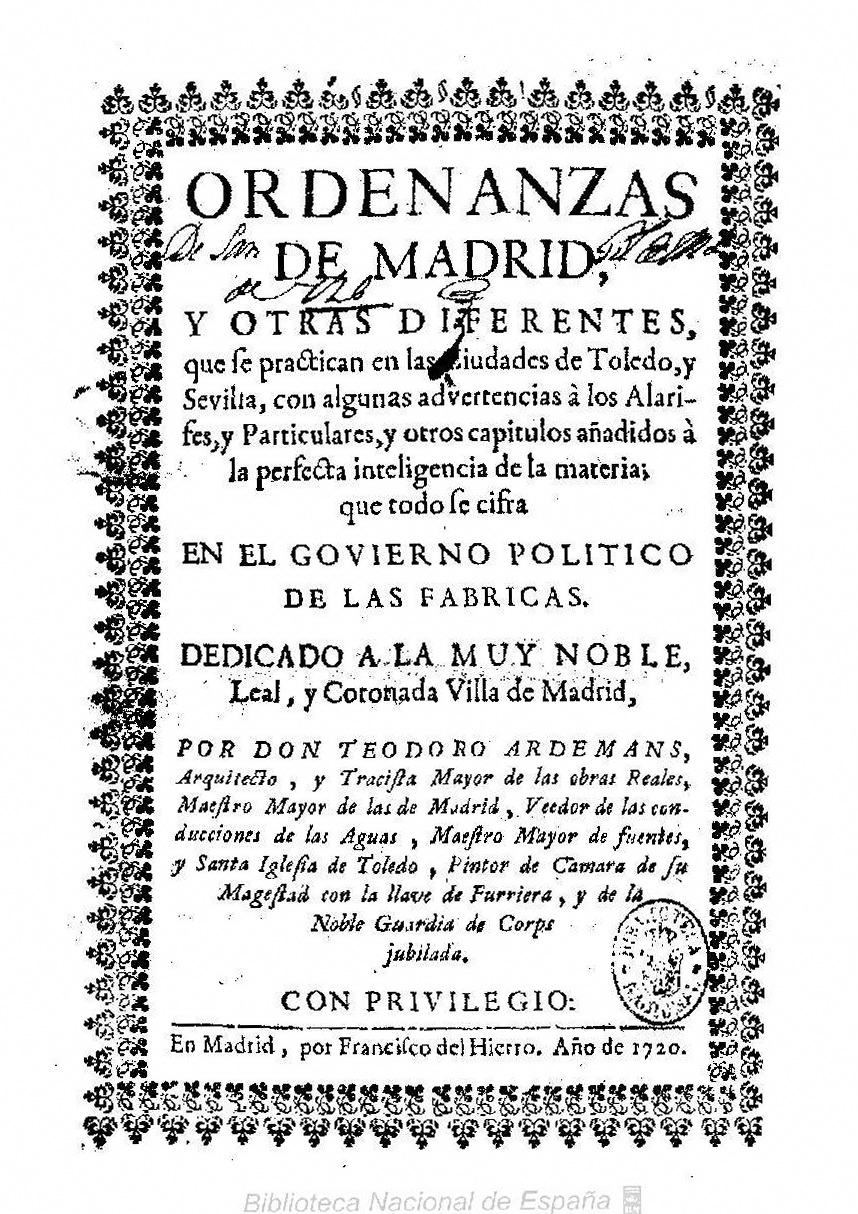
Ordenanzas de Madrid. Libro de Ardemans en 1720.

Su trabajo como pintor se centra en los primeros años de su actividad conocida. En 1683, a poco de contraer su primer matrimonio con Isabel de Aragón, recibió el encargo de pintar el techo de las escaleras del Hospital de la Venerable Orden Tercera en Madrid, obra menor y puramente decorativa, y tres años después las pinturas al fresco acabado al temple de la sacristía de la capilla del Cristo de los Dolores, también de la VOT, con una apoteosis celeste entre arquitecturas fingidas conforme a la técnica de la quadratura introducida en Madrid por Agostino Mitelli y Angelo Michele Colonna. 
De entre las escasas pinturas al óleo conservadas destaca una pintura de altar fechada en 1686 de la Virgen del Rosario con santa Catalina y santo Domingo (colección privada), en la que se revelan influencias de Coello y Carreño en composición y tipos humanos, pero con un color veneciano que es todavía de Pereda.
Establecido en Granada en 1688, y aun cuando su actividad principal fuera la de arquitecto, tuvo un «duelo de retratos» con Pedro Atanasio Bocanegra, según cuenta Antonio Palomino, del que salió vencedor tras hacer el retrato de su rival sin dibujo previo. Un retrato de Bocanegra en la catedral de Granada sería el realizado por Ardemans en aquella ocasión, aunque su autoría, dado el mal estado de su conservación, no ha sido confirmada.    
En 1690 participó en las decoraciones festivas con motivo de la entrada de la reina Mariana de Neoburgo en Madrid, encargándose de la pintura de los jeroglíficos que debían figurar en la calle de los Espejos. Pero en 1701, con ocasión de la entrada de Felipe V, ocupado cada vez en mayor medida en tareas arquitectónicas, ya no será él quien ejecute las pinturas de los espacios escenográficos para los que, sin embargo, iba a proporcionar las trazas, como el del Monte Parnaso del que se conserva el dibujo en la Biblioteca Nacional de España.
No se conocen otras pinturas de Ardemans, excepto un pequeño Niño Jesús salvador del mundo en el convento del Cristo de la Victoria de Serradilla (Cáceres), firmado al dorso y de compleja iconografía, que podría datar de hacia 1704, pero consta por el inventario de sus bienes hecho a su fallecimiento que nunca abandonó la pintura, contabilizándose en él 23 obras de «mano del difunto», entre ellas un retrato de Felipe V, un bosquejo de Alcides, dos paisajes y cuatro cuadros con niños con festones.
En el inventario se mencionaban también quince planchas grabadas a buril, de las que tres se decía habían sido hechas por él, un San Mateo, una tarjeta y algunos instrumentos de arquitectura, confirmando una relación con el grabado que comenzó con su participación en el frustrado proyecto de recoger en un libro los arcos y adornos conmemorativos de la entrada de la reina María Luisa de Orleans. En 1685, se publicó en Madrid la Historia de la Conquista de México, de Antonio de Solís, ostentando en su portada una estampa de J.F. Leonardo, según dibujo de Ardemans con el retrato en marco arquitectónico de Carlos II, y en 1704, el mismo año de su nombramiento como pintor de cámara, proporcionó el dibujo de un retrato ecuestre de Felipe V al frente de sus tropas grabado por Edenlick para la portada de la Sucesión del rey Felipe V Nuestro señor, en la Corona de España..., escrita por Antonio de Ubilla.

## Arquitecto

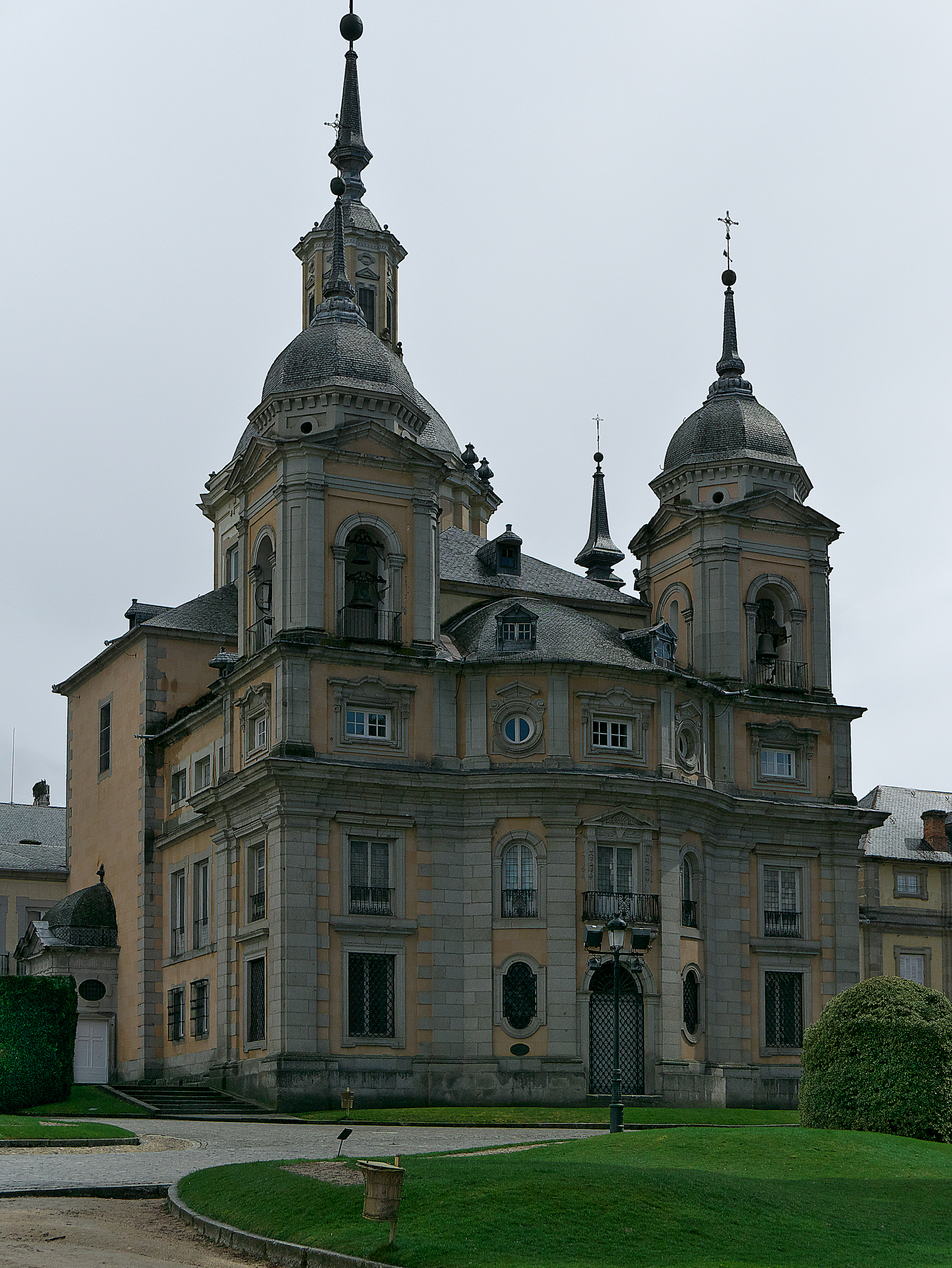
Real Colegiata de la Granja de San Ildefonso

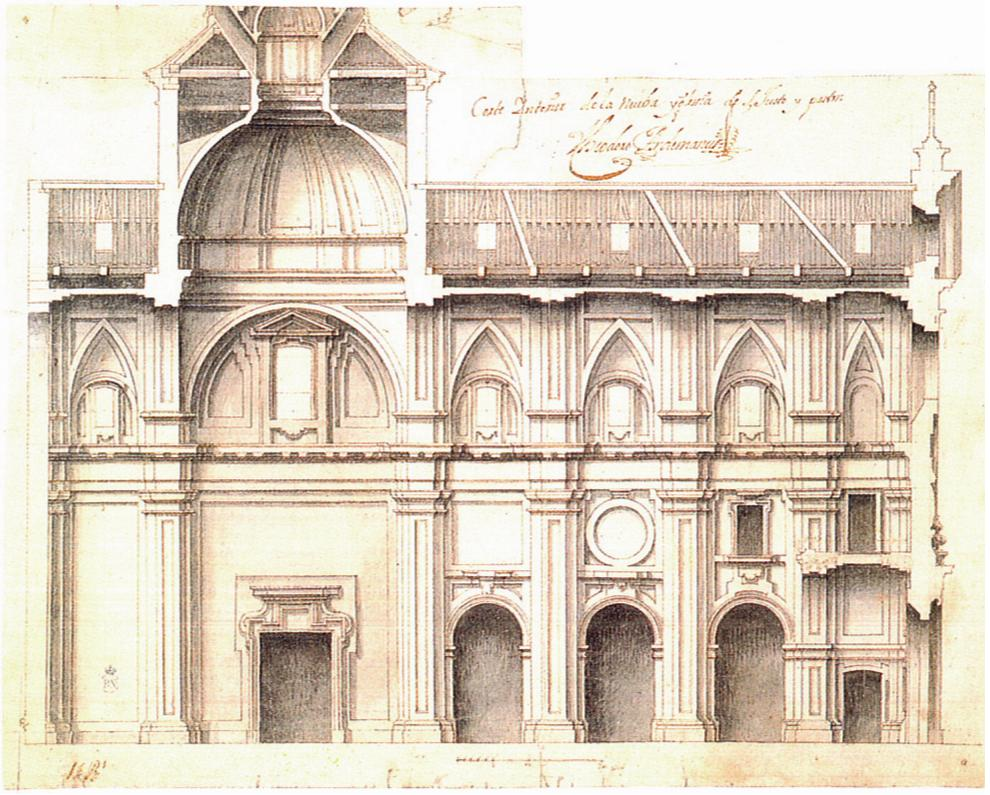
Proyecto no realizado para la iglesia de los Santos Justo y Pastor en Madrid, 1698.

En 1688 obtuvo por oposición la plaza de maestro mayor de la catedral de Granada. Dos años después retornó a Madrid, encargándose interinamente de las obras de su Ayuntamiento como teniente de maestro mayor, hasta ser nombrado maestro mayor de ellas en 1700, ocupándose de la dirección de las obras de conclusión de la Casa de la Villa (portadas, patio y torres) y del cercamiento y puertas de la ciudad. El 21 de marzo de 1691, a la muerte de José Jiménez Donoso, también será elegido por el cabildo de la catedral de Toledo como maestro mayor de sus obras, aunque su intervención aquí debió de ser insignificante. Con el cambio de dinastía fue nombrado por Felipe V en 1702 maestro mayor de las obras reales, sucediendo en el cargo a José del Olmo, y en 1704 pintor de cámara sin gajes y ayuda de la furriera por fallecimiento de Francisco Ignacio Ruiz de la Iglesia. En su condición de maestro mayor de las obras de la corona trabajó en la rehabilitación del palacio de Aranjuez, casi abandonado desde tiempos de Felipe II, y bajo sus órdenes ejecutó Juan de Echave gran parte de la fachada que mira a oriente y un lienzo del patio, siguiendo en todo la forma y diseño de la construcción precedente, obra de Juan de Herrera. 
Dañado y en parte destruido el antiguo palacio de Valsaín de resultas de un incendio ocurrido a fines del siglo XVII, Felipe V, que encontraba aquellos parajes adecuados para un palacio de recreo, compró a los monjes del Parral la llamada Granja de San Ildefonso. En 1718 mandó a Ardemans que diseñase construcciones para aumentarla por mediodía y norte y para construir una capilla sin demoler cosa alguna de lo antiguo, idea de la que proviene la irregularidad del actual palacio y su aspecto de conjunto de añadiduras, concluido tras las intervenciones de Ardemans con una fachada en estilo italiano de Andrea Procaccini. Hechos los diseños y aprobados por el rey, se empezaron en 1719 la capilla, parte del edificio, las torres que hay a un lado y a otro al poniente y la Casa de Damas. En la capilla de palacio, erigida después en iglesia colegial, siguió el modelo de la capilla de Alpajés, en Aranjuez, comenzada en 1681 por Cristóbal Ramírez de Xarama. De volúmenes simples y un esquema claro, queda realzada su visualidad al disponerse en el eje de una amplia avenida. Enfermo de gota, hubo de valerse de su discípulo Francisco Ortega para hacer las trazas del retablo de jaspes y bronces de la colegiata de San Ildefonso, labrado en Madrid, y se hallaba ocupado en concluirla cuando falleció a principios de 1726.
También hizo, entre otras obras, los túmulos de la reina María Luisa de Saboya en la iglesia de la Encarnación (1714), Luis XIV (1715) y Luis I (1725), la remodelación interior de las Casas Consistoriales de Toledo, iniciada bajo su dirección en 1695, con el añadido de sus torres barrocas, y el proyecto no realizado para la iglesia de los Santos Justo y Pastor en Madrid, donde llegó a completar la desaparecida iglesia de San Millán ejecutada por sus trazas y una subsistente casa de corredor para el duque del Infantado en la calle de la Redondilla con vuelta a Mancebos. 
Fue también autor de varios libros sobre materias urbanísticas, encabezados por la Declaración y extensión sobre las ordenanzas que escrivió Juan de Torija, donde recogía una «relación de los más insignes Arquitectos, que han profesado a un tiempo la Pintura, y Arquitectura», entre los que incluía a Velázquez junto con Claudio Coello y Francisco Rizi entre otros, seguido  de las  Ordenanzas de Madrid y otras diferentes que se practican en las ciudades de Toledo y Sevilla..., con una primera edición en Madrid en 1720, varias veces reimpreso, y Fluencias de la tierra, y curso subterráneo de las aguas, editado en Madrid en 1724, donde entre otros títulos hacía constar el de Veedor de las conducciones de las Aguas y maestro mayor de las fuentes.